# Tomáš Šmíd
Tomáš Šmíd (Plzeň, Txecoslovàquia, 20 de maig de 1956) és un tennista i entrenador txecoslovac retirat de la competició, que va destacar en l'especialitat de dobles masculins arribant a ser el millor del rànquing entre 1984 i 1985.
En la seva trajectòria va guanyar nou títols individuals i 54 títols en dobles masculins. A banda de ser número 1 del rànquing de dobles masculins, també va arribar al número 11 en el rànquing individual l'any 1984. Va formar part de l'equip txecoslovac de la Copa Davis en moltes edicions entre els anys 1977 i 1989, i va participar en la consecució del títol de 1980.
Després de la seva retirada va esdevenir entrenador de tennis, destacant la direcció de Boris Becker quan va esdevenir el número 1 del rànquing l'any 1991.

## Torneigs de Grand Slam

### Dobles masculins: 3 (2−1)
| Resultat  | Núm. | Any  | Torneig       | Parella         | Oponents                    | Marcador                  |
| --------- | ---- | ---- | ------------- | --------------- | --------------------------- | ------------------------- |
| Finalista | 1.   | 1984 | Roland Garros | Pavel Složil    | Henri Leconte Yannick Noah  | 4−6, 6−2, 6−3, 3−6, 2−6   |
| Guanyador | 1.   | 1984 | US Open       | John Fitzgerald | Stefan Edberg Anders Järryd | 7−6, 6−3, 6−3             |
| Guanyador | 2.   | 1986 | Roland Garros | John Fitzgerald | Stefan Edberg Anders Järryd | 6−3, 4−6, 6−3, 6−7, 14−12 |

## Palmarès

### Individual: 28 (9−19)
| Títols per superfície |
| --------------------- |
| Dura (1−3)            |
| Gespa (0−0)           |
| Terra batuda (5−11)   |
| Moqueta (3−4)         |

| Resultat  | Núm. | Data                   | Torneig                                   | Superfície   | Oponent          | Marcador                |
| --------- | ---- | ---------------------- | ----------------------------------------- | ------------ | ---------------- | ----------------------- |
| Guanyador | 1.   | 29 de gener de 1978    | Sarasota, Estats Units                    | Moqueta (i)  | Nick Saviano     | 7−6, 0−6, 7−5           |
| Finalista | 1.   | 10 d'abril de 1978     | Montecarlo, Mònaco                        | Terra batuda | Raúl Ramírez     | 3−6, 3−6, 4−6           |
| Finalista | 2.   | 9 d'octubre de 1978    | Madrid, Espanya                           | Terra batuda | José Higueras    | 7−6, 3−6, 3−6, 4−6      |
| Guanyador | 2.   | 16 de juliol de 1979   | Stuttgart, Alemanya Occidental            | Terra batuda | Ulrich Pinner    | 6−4, 6−0, 6−2           |
| Finalista | 3.   | 23 de juliol de 1979   | Hilversum, Països Baixos                  | Terra batuda | Balázs Taróczy   | 2−6, 2−6, 1−6           |
| Guanyador | 3.   | 10 de març de 1980     | Stuttgart (interior), Alemanya Occidental | Dura (i)     | Mark Cox         | 6−1, 6−3, 5−7, 1−6, 6−4 |
| Finalista | 4.   | 16 de juny de 1980     | Viena, Àustria                            | Terra batuda | Ángel Giménez    | 6−1, retirada           |
| Guanyador | 4.   | 17 de novembre de 1980 | Bolonya, Itàlia                           | Moqueta (i)  | Paolo Bertolucci | 7−5, 6−2                |
| Finalista | 5.   | 30 de març de 1981     | Frankfurt, Alemanya Occidental            | Moqueta (i)  | John McEnroe     | 2−6, 3−6                |
| Finalista | 6.   | 21 de setembre de 1981 | Ginebra, Suïssa                           | Terra batuda | Björn Borg       | 4−6, 3−6                |
| Guanyador | 5.   | 18 de gener de 1982    | Ciutat de Mèxic, Mèxic                    | Moqueta      | John Sadri       | 3−6, 7−6, 4−6, 7−6, 6−2 |
| Finalista | 7.   | 21 de setembre de 1982 | Munic, Alemanya Occidental                | Moqueta      | Ivan Lendl       | 6−3, 3−6, 1−6, 2−6      |
| Guanyador | 6.   | 26 de juliol de 1982   | Cap d'Agde, França                        | Terra batuda | Lloyd Bourne     | 6−3, 6−4, 5−7, 6−2      |
| Finalista | 8.   | 20 de setembre de 1982 | Ginebra (2)                               | Terra batuda | Mats Wilander    | 5−7, 6−4, 4−6           |
| Finalista | 9.   | 8 de novembre de 1982  | Tolosa, França                            | Dura (i)     | Yannick Noah     | 3−6, 2−6                |
| Finalista | 10.  | 18 d'abril de 1983     | Bournemouth, Regne Unit                   | Terra batuda | José Higueras    | 6−2, 6−7, 5−7           |
| Guanyador | 7.   | 16 de maig de 1983     | Munic                                     | Terra batuda | Joakim Nyström   | 6−0, 6−3, 4−6, 2−6, 7−5 |
| Finalista | 11.  | 4 de juliol de 1983    | Gstaad, Suïssa                            | Terra batuda | Sandy Mayer      | 0−6, 3−6, 2−6           |
| Guanyador | 8.   | 18 de juliol de 1983   | Hilversum                                 | Terra batuda | Balázs Taróczy   | 6−4, 6−4                |
| Finalista | 12.  | 31 d'octubre de 1983   | Estocolm, Suècia                          | Dura (i)     | Mats Wilander    | 1−6, 5−7                |
| Finalista | 13.  | 27 de febrer de 1984   | Madrid (2)                                | Moqueta      | John McEnroe     | 0−6, 4−6                |
| Finalista | 14.  | 9 d'abril de 1984      | Luxemburg, Luxemburg                      | Moqueta      | Ivan Lendl       | 4−6, 4−6                |
| Finalista | 15.  | 23 de juliol de 1984   | Hilversum (2)                             | Terra batuda | Anders Järryd    | 3−6, 3−6, 6−2, 2−6      |
| Finalista | 16.  | 22 d'octubre de 1984   | Hong Kong, Hong Kong                      | Dura         | Andrés Gómez     | 3−6, 2−6                |
| Guanyador | 9.   | 16 de setembre de 1985 | Ginebra                                   | Terra batuda | Mats Wilander    | 6−4, 6−4                |
| Finalista | 17.  | 7 d'octubre de 1985    | Tolosa (2)                                | Dura (i)     | Yannick Noah     | 4−6, 4−6                |
| Finalista | 18.  | 10 d'agost de 1987     | Praga, Txecoslovàquia                     | Terra batuda | Marián Vajda     | 1−6, 3−6                |
| Finalista | 19.  | 14 de setembre de 1987 | Ginebra (3)                               | Terra batuda | Claudio Mezzadri | 4−6, 5−7                |

### Dobles masculins: 103 (55−48)
| Títols per superfície |
| --------------------- |
| Dura (10−4)           |
| Gespa (0−0)           |
| Terra batuda (32−28)  |
| Moqueta (12−15)       |

| Resultat  | Núm. | Data                   | Torneig                                  | Superfície   | Parella           | Oponents                            | Marcador                     |
| --------- | ---- | ---------------------- | ---------------------------------------- | ------------ | ----------------- | ----------------------------------- | ---------------------------- |
| Guanyador | 1.   | 10 d'abril de 1978     | Montecarlo, Mònaco                       | Terra batuda | Peter Fleming     | Jaime Fillol Sr. Ilie Năstase       | 6−4, 7−5                     |
| Finalista | 1.   | 17 d'abril de 1978     | Niça, França                             | Terra batuda | Jan Kodeš         | Patrice Dominguez François Jauffret | 4−6, 0−6                     |
| Finalista | 2.   | 22 de maig de 1978     | Roma, Itàlia                             | Terra batuda | Jan Kodeš         | Víctor Pecci Belus Prajoux          | 7−6, 6−7, 1−6                |
| Guanyador | 2.   | 17 de juliol de 1978   | Stuttgart, Alemanya Occidental           | Terra batuda | Jan Kodeš         | Carlos Kirmayr Belus Prajoux        | 6−3, 7−6                     |
| Finalista | 3.   | 25 de setembre de 1978 | Ais de Provença, França                  | Terra batuda | Jan Kodeš         | Ion Țiriac Guillermo Vilas          | 6−7, 1−6                     |
| Finalista | 4.   | 9 d'octubre de 1978    | Madrid, Espanya                          | Terra batuda | Pavel Složil      | Wojciech Fibak Jan Kodeš            | 7−6, 1−6, 2−6                |
| Finalista | 5.   | 26 de març de 1979     | Milà, Itàlia                             | Moqueta (i)  | José Luis Clerc   | Peter Fleming John McEnroe          | 1−6, 3−6                     |
| Finalista | 6.   | 2 d'abril de 1979      | Niça (2)                                 | Terra batuda | Pavel Složil      | Paul McNamee Peter McNamara         | 1−6, 6−3, 2−6                |
| Guanyador | 3.   | 14 de maig de 1979     | Hamburg, Alemanya Occidental             | Terra batuda | Jan Kodeš         | Mark Edmondson John Marks           | 6−3, 6−1, 7−6                |
| Guanyador | 4.   | 21 de maig de 1979     | Roma                                     | Terra batuda | Peter Fleming     | José Luis Clerc Ilie Năstase        | 4−6, 6−1, 7−5                |
| Finalista | 7.   | 23 de juliol de 1979   | Hilversum, Països Baixos                 | Terra batuda | Jan Kodeš         | Tom Okker Balázs Taróczy            | 1−6, 3−6                     |
| Finalista | 8.   | 6 d'agost de 1979      | Indianapolis                             | Terra batuda | Jan Kodeš         | Gene Mayer John McEnroe             | 4−6, 6−7                     |
| Finalista | 9.   | 12 de novembre de 1979 | Wembley, Regne Unit                      | Moqueta (i)  | Stan Smith        | Peter Fleming John McEnroe          | 2−6, 3−6                     |
| Guanyador | 5.   | 19 de nvoembre de 1979 | Buenos Aires, Argentina                  | Terra batuda | Sherwood Stewart  | Marcos Hocevar João Soares          | 6−1, 7−5                     |
| Finalista | 10.  | 25 de febrer de 1980   | Memphis, Estats Units                    | Moqueta (i)  | Rod Frawley       | Brian Gottfried John McEnroe        | 3−6, 7−6, 6−7                |
| Guanyador | 6.   | 10 de març de 1980     | Stuttgart                                | Dura (i)     | Wojciech Fibak    | Tim Mayotte Larry Stefanki          | 6−4, 7−6                     |
| Finalista | 11.  | 16 de juny de 1980     | Viena, Àustria                           | Terra batuda | Pavel Složil      | Gianni Ocleppo C. Roger-Vasselin    | Renúncia                     |
| Finalista | 12.  | 27 d'octubre de 1980   | Colònia, Alemanya Occidental             | Dura         | Jan Kodeš         | Bernard Mitton Andrew Pattison      | 4−6, 1−6                     |
| Finalista | 13.  | 13 d'abril de 1981     | Montecarlo, Mònaco                       | Terra batuda | Pavel Složil      | Heinz Günthardt Balázs Taróczy      | 3−6, 3−6                     |
| Finalista | 14.  | 20 d'abril de 1981     | Bournemouth, Regne Unit                  | Terra batuda | Buster Mottram    | Ricardo Cano Víctor Pecci           | 4−6, 6−3, 3−6                |
| Finalista | 15.  | 18 de maig de 1981     | Roma (2)                                 | Terra batuda | Bruce Manson      | Hans Gildemeister Andrés Gómez      | 5−7, 2−6                     |
| Finalista | 16.  | 21 de setembre de 1981 | Ginebra, Suïssa                          | Terra batuda | Pavel Složil      | Heinz Günthardt Balázs Taróczy      | 4−6, 6−3, 2−6                |
| Finalista | 17.  | 28 de setembre de 1981 | Madrid (2)                               | Terra batuda | Heinz Günthardt   | Hans Gildemeister Andrés Gómez      | 2−6, 6−3, 3−6                |
| Finalista | 18.  | 23 de novembre de 1981 | Bolonya, Itàlia                          | Moqueta (i)  | Balázs Taróczy    | Sammy Giammalva Jr. Henri Leconte   | 6−7, 4−6                     |
| Finalista | 19.  | 18 de gener de 1982    | Ciutat de Mèxic, Mèxic                   | Moqueta      | Balázs Taróczy    | Sherwood Stewart Ferdi Taygan       | 4−6, 5−7                     |
| Finalista | 20.  | 25 de gener de 1982    | Delray Beach, Estats Units               | Terra batuda | Balázs Taróczy    | Mel Purcell Eliot Teltscher         | 4−6, 6−7                     |
| Guanyador | 7.   | 22 de febrer de 1982   | Gènova, Itàlia                           | Moqueta (i)  | Pavel Složil      | Mike Cahill Buster Mottram          | 6−7, 7−5, 6−3                |
| Guanyador | 8.   | 8 de març de 1982      | Munic, Alemanya Occidental               | Moqueta      | Mark Edmondson    | Kevin Curren Steve Denton           | 4−6, 7−5, 6−2                |
| Guanyador | 9.   | 28 d'abril de 1982     | Madrid                                   | Terra batuda | Pavel Složil      | Heinz Günthardt Balázs Taróczy      | 6−1, 3−6, 9−7                |
| Guanyador | 10.  | 10 de maig de 1982     | Hamburg (2)                              | Terra batuda | Pavel Složil      | Anders Järryd Hans Simonsson        | 6−4, 6−3                     |
| Guanyador | 11.  | 19 de juliol de 1982   | Hilversum                                | Terra batuda | Jan Kodeš         | Heinz Günthardt Balázs Taróczy      | 7−6, 6−4                     |
| Finalista | 21.  | 26 de juliol de 1982   | Cap d'Agde, França                       | Terra batuda | Pavel Složil      | Andy Andrews Drew Gitlin            | 2−6, 4−6                     |
| Guanyador | 12.  | 20 de setembre de 1982 | Ginebra                                  | Terra batuda | Pavel Složil      | Carl Limberger Mike Myburg          | 6−4, 6−0                     |
| Guanyador | 13.  | 18 d'octubre de 1982   | Amsterdam, Països Baixos                 | Moqueta (i)  | Fritz Buehning    | Kevin Curren Buster Mottram         | 4−6, 6−3, 6−0                |
| Guanyador | 14.  | 8 de novembre de 1982  | Tolosa, França                           | Moqueta (i)  | Pavel Složil      | Jean-Louis Haillet Yannick Noah     | 6−4, 6−4                     |
| Finalista | 22.  | 8 de novembre de 1982  | Wembley (2)                              | Moqueta (i)  | Heinz Günthardt   | Peter Fleming John McEnroe          | 6−7, 4−6                     |
| Guanyador | 15.  | 15 de novembre de 1982 | Dortmund, Alemanya Occidental            | Moqueta (i)  | Pavel Složil      | Mike Cahill Francisco González      | 6−2, 7−6, 6−1                |
| Guanyador | 16.  | 24 de gener de 1983    | Guarujá, Brasil                          | Dura         | Tim Gullikson     | Shlomo Glickstein Van Winitsky      | 5−7, 7−6, 6−3                |
| Guanyador | 17.  | 7 de febrer de 1983    | Richmond, Estats Units                   | Moqueta (i)  | Pavel Složil      | Fritz Buehning Brian Teacher        | 6−2, 6−4                     |
| Guanyador | 18.  | 21 de febrer de 1983   | Delray Beach, Estats Units               | Terra batuda | Pavel Složil      | Anand Amritraj Johan Kriek          | 7−6, 6−4                     |
| Guanyador | 19.  | 21 de març de 1983     | Milà                                     | Moqueta (i)  | Pavel Složil      | Fritz Buehning Peter Fleming        | 6−2, 5−7, 6−4                |
| Finalista | 23.  | 4 d'abril de 1983      | Houston, Estats Units                    | Terra batuda | Mark Dickson      | Kevin Curren Steve Denton           | 6−7, 7−6, 1−6                |
| Guanyador | 20.  | 18 d'abril de 1983     | Bournemouth                              | Terra batuda | Sherwood Stewart  | Heinz Günthardt Balázs Taróczy      | 7−6, 7−5                     |
| Finalista | 24.  | 16 de maig de 1983     | Munic                                    | Terra batuda | Anders Järryd     | Chris Lewis Pavel Složil            | 4−6, 2−6                     |
| Guanyador | 21.  | 4 de juliol de 1983    | Gstaad, Suïssa                           | Terra batuda | Pavel Složil      | Colin Dowdeswell Wojciech Fibak     | 6−7, 6−4, 6−2                |
| Finalista | 25.  | 11 de juliol de 1983   | Stuttgart                                | Terra batuda | Pavel Složil      | Anand Amritraj Mike Bauer           | 6−4, 3−6, 2−6                |
| Finalista | 26.  | 18 de juliol de 1983   | Hilversum (2)                            | Terra batuda | Jan Kodeš         | Heinz Günthardt Balázs Taróczy      | 6−3, 2−6, 3−6                |
| Guanyador | 22.  | 10 d'octubre de 1983   | Basilea, Suïssa                          | Dura (i)     | Pavel Složil      | Stefan Edberg Florin Segărceanu     | 6−1, 3−6, 7−6                |
| Guanyador | 23.  | 9 de gener de 1984     | Masters Doubles WCT, Londres, Regne Unit | Moqueta (i)  | Pavel Složil      | Anders Järryd Hans Simonsson        | 1−6, 6−3, 3−6, 6−1, 6−4      |
| Finalista | 27.  | 9 de gener 1984        | Volvo Masters, Nova York, Estats Units   | Moqueta (i)  | Tomáš Šmíd        | Peter Fleming John McEnroe          | 2−6, 2−6                     |
| Finalista | 28.  | 6 de febrer de 1984    | Memphis (2)                              | Moqueta (i)  | Heinz Günthardt   | Fritz Buehning Peter Fleming        | 3−6, 0−6                     |
| Guanyador | 24.  | 19 de març de 1984     | Milà (2)                                 | Moqueta (i)  | Pavel Složil      | Kevin Curren Steve Denton           | 6−4, 6−3                     |
| Guanyador | 25.  | 9 d'abril de 1984      | Luxemburg, Luxemburg                     | Moqueta (i)  | Anders Järryd     | Mark Edmondson Sherwood Stewart     | 6−3, 7−5                     |
| Finalista | 29.  | 28 de maig de 1984     | Roland Garros, França                    | Terra batuda | Pavel Složil      | Henri Leconte Yannick Noah          | 4−6, 6−2, 6−3, 3−6, 2−6      |
| Guanyador | 26.  | 23 de juliol de 1984   | Hilversum (2)                            | Terra batuda | Anders Järryd     | Broderick Dyke Michael Fancutt      | 6−4, 5−7, 7−6                |
| Guanyador | 27.  | 30 de juliol de 1984   | North Conway, Estats Units               | Terra batuda | Brian Gottfried   | Cássio Motta Blaine Willenborg      | 6−4, 6−2                     |
| Guanyador | 28.  | 27 d'agost de 1984     | US Open, Estats Units                    | Dura         | John Fitzgerald   | Stefan Edberg Anders Järryd         | 7−6, 6−3, 6−3                |
| Guanyador | 29.  | 10 de setembre de 1984 | Palerm, Itàlia                           | Terra batuda | Blaine Willenborg | Adriano Panatta Henrik Sundström    | 6−7, 6−3, 6−0                |
| Finalista | 30.  | 17 de setembre de 1984 | Ginebra (2)                              | Terra batuda | Libor Pimek       | Michael Mortensen Mats Wilander     | 1−6, 6−3, 5−7                |
| Guanyador | 30.  | 1 d'octubre de 1984    | Barcelona, Espanya                       | Terra batuda | Pavel Složil      | Martín Jaite Víctor Pecci           | 6−2, 6−0                     |
| Guanyador | 31.  | 8 d'octubre de 1984    | Basilea (2)                              | Dura (i)     | Pavel Složil      | Stefan Edberg Tim Wilkison          | 7−6, 6−2                     |
| Guanyador | 32.  | 29 d'octubre de 1984   | Estocolm                                 | Dura (i)     | Henri Leconte     | Anand Amritraj Ilie Năstase         | 3−6, 7−6, 6−4                |
| Finalista | 31.  | 5 de novembre de 1984  | Wembley (3)                              | Moqueta (i)  | Pavel Složil      | Andrés Gómez Ivan Lendl             | 2−6, 2−6                     |
| Guanyador | 33.  | 28 de gener de 1985    | Memphis                                  | Dura (i)     | Pavel Složil      | Kevin Curren Steve Denton           | 1−6, 6−3, 6−4                |
| Guanyador | 34.  | 18 de març de 1985     | Rotterdam, Països Baixos                 | Moqueta (i)  | Pavel Složil      | Vitas Gerulaitis Paul McNamee       | 6−4, 6−4                     |
| Guanyador | 35.  | 1 d'abril de 1985      | Montecarlo (2)                           | Terra batuda | Pavel Složil      | Shlomo Glickstein Shahar Perkiss    | 6−2, 6−3                     |
| Finalista | 32.  | 22 d'abril de 1985     | Atlanta, Estats Units                    | Moqueta (i)  | Steve Denton      | Paul Annacone Christo van Rensburg  | 4−6, 3−6                     |
| Guanyador | 36.  | 8 de juliol de 1983    | Gstaad (2)                               | Terra batuda | Wojciech Fibak    | Brad Drewett Mark Edmondson         | 6−7, 6−4, 6−4                |
| Guanyador | 37.  | 9 de setembre de 1985  | Stuttgart (2)                            | Terra batuda | Ivan Lendl        | Andy Kohlberg João Soares           | 3−6, 6−4, 6−2                |
| Finalista | 33.  | 7 d'octubre de 1985    | Tolosa                                   | Moqueta (i)  | Pavel Složil      | Ricardo Acuña Jakob Hlasek          | 6−3, 2−6, 7−9                |
| Finalista | 34.  | 18 de novembre de 1985 | Hong Kong, Hong Kong                     | Dura         | Jakob Hlasek      | Brad Drewett Kim Warwick            | 3−6, 6−4, 2−6                |
| Finalista | 35.  | 17 de març de 1986     | Brussel·les, Bèlgica                     | Moqueta (i)  | John Fitzgerald   | Boris Becker Slobodan Živojinović   | 6−7, 5−7                     |
| Guanyador | 38.  | 7 d'abril de 1986      | Bari, Itàlia                             | Terra batuda | Gary Donnelly     | Sergio Casal Emilio Sánchez         | 2−6, 6−4, 6−4                |
| Guanyador | 39.  | 26 de maig de 1986     | Roland Garros                            | Terra batuda | John Fitzgerald   | Stefan Edberg Anders Järryd         | 6−3, 4−6, 6−3, 6−7(4), 14−12 |
| Guanyador | 40.  | 28 de juliol de 1986   | Hilversum (3)                            | Terra batuda | Miloslav Mečíř    | Tom Nijssen Johan Vekemans          | 6−4, 6−2                     |
| Guanyador | 41.  | 4 d'agost de 1986      | Kitzbühel, Àustria                       | Terra batuda | Heinz Günthardt   | Hans Gildemeister Andrés Gómez      | 4−6, 6−3, 7−6                |
| Guanyador | 42.  | 6 d'octubre de 1986    | Tolosa (2)                               | Dura (i)     | Miloslav Mečíř    | Jakob Hlasek Pavel Složil           | 6−2, 3−6, 6−4                |
| Finalista | 36.  | de 1986                | Basilea                                  | Dura (i)     | Jan Gunnarsson    | Guy Forget Yannick Noah             | 6−7, 4−6                     |
| Guanyador | 43.  | 27 d'abril de 1987     | Hamburg (2)                              | Terra batuda | Miloslav Mečíř    | Claudio Mezzadri Jim Pugh           | 4−6, 7−6, 6−2                |
| Finalista | 37.  | 11 de maig de 1987     | Roma (3)                                 | Terra batuda | Miloslav Mečíř    | Guy Forget Yannick Noah             | 2−6, 7−6, 3−6                |
| Guanyador | 44.  | 6 de juliol de 1987    | Gstaad (3)                               | Terra batuda | Jan Gunnarsson    | Loïc Courteau Guy Forget            | 7−6, 6−2                     |
| Finalista | 38.  | 3 d'agost de 1987      | Kitzbühel                                | Terra batuda | Miloslav Mečíř    | Sergio Casal Emilio Sánchez         | 6−7, 6−7                     |
| Guanyador | 45.  | 10 d'agost de 1987     | Praga, Txecoslovàquia                    | Terra batuda | Miloslav Mečíř    | Stanislav Birner Jaroslav Navrátil  | 6−3, 6−7, 6−3                |
| Guanyador | 46.  | 21 de setembre de 1987 | Barcelona (2)                            | Terra batuda | Miloslav Mečíř    | Javier Frana Christian Miniussi     | 6−1, 6−2                     |
| Finalista | 39.  | 28 de setembre de 1987 | Palerm                                   | Terra batuda | Petr Korda        | Leonardo Lavalle Adriano Panatta    | 6−3, 4−6, 4−6                |
| Guanyador | 47.  | 5 d'octubre de 1987    | Basilea (3)                              | Dura (i)     | Anders Järryd     | Stanislav Birner Jaroslav Navrátil  | 6−4, 6−3                     |
| Guanyador | 48.  | 9 de novembre de 1987  | Wembley Championships                    | Moqueta (i)  | Miloslav Mečíř    | Ken Flach Robert Seguso             | 7−5, 6−4                     |
| Guanyador | 49.  | 7 de desembre de 1987  | Masters Doubles, Londres, Regne Unit     | Moqueta (i)  | Miloslav Mečíř    | Ken Flach Robert Seguso             | 6−4, 7−5, 6−7(5), 6−3        |
| Finalista | 40.  | 15 de febrer de 1988   | Milà (2)                                 | Moqueta (i)  | Miloslav Mečíř    | Boris Becker Eric Jelen             | 3−6, 3−6                     |
| Finalista | 41.  | 9 de maig de 1988      | Roma (4)                                 | Terra batuda | Anders Järryd     | Jorge Lozano Todd Witsken           | 3−6, 3−6                     |
| Guanyador | 50.  | 19 de setembre de 1988 | Ginebra (2)                              | Terra batuda | Mansour Bahrami   | Gustavo Luza Guillermo Pérez        | 6−4, 6−3                     |
| Guanyador | 51.  | 3 d'octubre de 1988    | Basilea (4)                              | Dura (i)     | Jakob Hlasek      | Jeremy Bates Peter Lundgren         | 6−3, 6−1                     |
| Finalista | 42.  | 17 d'octubre de 1988   | Viena                                    | Moqueta (i)  | Kevin Curren      | Alex Antonitsch Balázs Taróczy      | 6−4, 3−6, 6−7                |
| Finalista | 43.  | 21 de novembre de 1988 | Brussel·les (2)                          | Moqueta (i)  | John Fitzgerald   | Wally Masur Tom Nijssen             | 5−7, 6−7                     |
| Guanyador | 52.  | 10 d'octubre de 1989   | Atenes, Grècia                           | Terra batuda | Adriano Panatta   | Gustavo Giussani Gerardo Mirad      | 6−3, 6−2                     |
| Guanyador | 53.  | 24 d'abril de 1989     | Montecarlo (3)                           | Terra batuda | Mark Woodforde    | Paolo Canè Diego Nargiso            | 1−6, 6−4, 6−2                |
| Guanyador | 54.  | 24 de juliol de 1989   | Stuttgart (3)                            | Terra batuda | Petr Korda        | Florin Segărceanu Cyril Suk         | 6−3, 6−4                     |
| Finalista | 44.  | 31 de juliol de 1989   | Kitzbühel (2)                            | Terra batuda | Petr Korda        | Emilio Sánchez Javier Sánchez       | 5−7, 6−7                     |
| Finalista | 45.  | 7 d'agost de 1989      | Praga                                    | Terra batuda | Petr Korda        | Jordi Arrese Horst Skoff            | 4−6, 4−6                     |
| Finalista | 46.  | 11 de setembre de 1989 | Madrid (3)                               | Terra batuda | Francisco Clavet  | Carles Costa Tomás Carbonell        | 5−7, 3−6                     |
| Finalista | 47.  | 18 de setembre de 1989 | Barcelona                                | Terra batuda | Sergio Casal      | Gustavo Luza Christian Miniussi     | 3−6, 3−6                     |
| Guanyador | 55.  | 23 d'abril de 1990     | Montecarlo (4)                           | Terra batuda | Petr Korda        | Andrés Gómez Javier Sánchez         | 6−4, 7−6                     |
| Finalista | 48.  | 30 d'abril de 1990     | Munic (2)                                | Terra batuda | Petr Korda        | Udo Riglewski Michael Stich         | 1−6, 4−6                     |

#### Períodes com a número 1
| Núm. | Predecessor  | Dates                   | Successor     | Setmanes | Acumulat |
| ---- | ------------ | ----------------------- | ------------- | -------- | -------- |
| 1.   | John McEnroe | 17/12/1984 − 11/08/1985 | Anders Järryd | 34       | 34       |

## Trajectòria

### Individual
| Open d'Austràlia | A   | A     | A     | A     | A     | A     | A     | QF    | A     | 1R    | NC    | A     | A     | 0 / 2     | 4 – 2     |
| Roland Garros | 2R  | 1R    | 3R    | 1R    | 2R    | 2R    | 3R    | 2R    | 2R    | 4R    | 3R    | 1R    | 1R    | 0 / 13    | 14 – 13   |
| Wimbledon | A   | 1R    | 1R    | 2R    | A     | 1R    | 3R    | 1R    | QF    | 2R    | 3R    | 2R    | 1R    | 0 / 11    | 11 – 11   |
| US Open | A   | 2R    | 2R    | 2R    | A     | A     | A     | 2R    | 3R    | 3R    | 1R    | 2R    | 1R    | 0 / 9     | 9 – 9     |
| Total Victòries−Derrotes | 5−6 | 17−18 | 38−25 | 52−28 | 47−22 | 56−30 | 64−29 | 61−32 | 52−31 | 49−28 | 31−26 | 30−26 | 18−24 | 522 – 334 | 522 – 334 |
| Llegenda: G: Guanyador; F: Finalista; SF: Semifinalista; QF: Quarts de final; Q: Qualificació; A: Absent; RR: Round Robin; NC: No celebrat |     |       |       |       |       |       |       |       |       |       |       |       |       |           |           |

### Dobles masculins
| Torneig | 1976 | 1977 | 1978  | 1979 | 1980 | 1981  | 1982 | 1983  | 1984  | 1985  | 1986  | 1987  | 1988  | 1989  | 1990  | 1991 | 1992 | Títols    | V − D     |
| --- | ---- | ---- | ----- | ---- | ---- | ----- | ---- | ----- | ----- | ----- | ----- | ----- | ----- | ----- | ----- | ---- | ---- | --------- | --------- |
| Open d'Austràlia | A    | A    | A     | A    | A    | A     | A    | 3R    | A     | 2R    | NC    | A     | A     | A     | A     | A    | 1R   | 0 / 3     | 3 – 3     |
| Roland Garros | 1R   | A    | QF    | SF   | 3R   | 3R    | A    | SF    | F     | 1R    | G     | 1R    | 1R    | 3R    | 3R    | A    | A    | 0 / 13    | 30 – 13   |
| Wimbledon | A    | A    | A     | 3R   | A    | 2R    | 1R   | A     | 3R    | 2R    | 2R    | 3R    | QF    | A     | 2R    | 1R   | A    | 0 / 10    | 13 – 10   |
| US Open | A    | 1R   | 2R    | 2R   | A    | A     | A    | 1R    | G     | 1R    | 3R    | 3R    | 3R    | 3R    | 1R    | 1R   | A    | 0 / 12    | 16 – 12   |
| Total Victòries−Derrotes | 2−6  |      | 40−19 |      |      | 42−30 |      | 65−23 | 70−20 | 55−29 | 59−23 | 67−21 | 38−23 | 36−14 | 24−24 | 8−15 | 0−2  | 667 – 324 | 667 – 324 |
| Llegenda: G: Guanyador; F: Finalista; SF: Semifinalista; QF: Quarts de final; Q: Qualificació; A: Absent; RR: Round Robin; NC: No celebrat |      |      |       |      |      |       |      |       |       |       |       |       |       |       |       |      |      |           |           |